# Batalla de Alameda
La batalla de Alameda o batalla de Al-Musara de 756 formó parte del establecimiento por Abd al-Rahman I al-Dājil de un emirato omeya independiente del Califato de Damasco en la península ibérica.

## Antecedentes
Como los bereberes no estaban dispuestos a ayudarle en una hipotética toma del poder, Abd al-Rahman I «al-Dājil» decidió pasar a una Hispania enfrentada entre kalbíes, caisitas y yemeníes, sacando provecho de la situación y de la llegada de tropas de los omeyas dirigidas por Balch ben Bishr, que formaron una serie de yunds sirios que en cierta manera tomaron el control de parte de al-Ándalus. Badr preparó el terreno y obtuvo una serie de apoyos, y entonces Abderramán vino de Marruecos desembarcando en Almuñécar el 14 de agosto de 755. Se instaló en Torrox.
En 756 Isbiliya le abrió las puertas, y entonces atacó Qurtuba, defendida por Abderramán Abul Zaid, hijo del valí Yúsuf ibn Abd ar-Rahmán al-Fihri y le venció en Merch Rahita; Qurtuba quedó sitiada; diez mil hombres se encargaron del sitio bajo la dirección de Teman ibn Alkamah, uno de los jeques que le habían apoyado desde el primer momento. El jefe yemení Abu Sabbah Yahya al-Yahsubi le intentó matar pero no fue secundado por sus soldados. Poco después el nuevo emir entraba en Qurtuba donde dejó de gobernador a Abu Uthmán. Pero Yúsuf ibn Abd ar-Rahmán al-Fihri no había depuesto las armas e intentó recuperar Qurtuba atacando por el valle de Navafría, y entró en la ciudad pero tuvo que huir cuando Abderramán retornó con sus hombres.

## La batalla
En marzo del año 756, Abderramán entró en Sevilla, que para entonces dominaba las provincias de Elvira, Sidona y Málaga. Entró con sus tropas, compuestas por sirios, yemeníes y bereberes, quienes avanzaron por el valle del Guadalquivir, mientras Yúsef partió de Córdoba hacia Sevilla, pero al notar el avance de su enemigo volvió a la capital. Los dos ejércitos terminaron por encontrarse en las orillas opuestas del río, el cual estaba con las aguas crecidas, por lo que era imposible cruzarlo. Ambas fuerzas marcharon paralelamente hasta el paraje de Al-Musara, a las afueras de Córdoba.
Entablaron negociaciones y Yúsef ofreció a una de sus hijas en matrimonio y dotes de tierras. El 13 de marzo, Abderramán, consciente del cansancio de sus tropas y el buen estado de las adversarias, propuso a sus hombres aceptar la paz o luchar; sus soldados optaron por la última opción. Viendo que el río había bajado su caudal, Abderramán fingió aceptar la propuesta de Yúsef, quien le envió animales para alimentar a sus tropas, pero al anochecer, el ejército omeya cruzó el río sin ser visto. En ese momento las tropas omeyas alcanzaban los dos mil jinetes y tres mil infantes. Al amanecer, ambas fuerzas se prepararon para la batalla de Al-Musara; para el choque decisivo Abderramán ordenó a sus tropas de infantería colocarse en el centro, a pesar de la escasez de caballería en los flancos. Armado únicamente con un arco, el futuro emir era casi el único que montaba un buen caballo de guerra, e iba rodeado de sus hombres más leales. No tenía bandera, por lo que improvisó una con un turbante verde y una lanza (el turbante y la lanza se convirtieron en la bandera de los omeyas españoles). De igual modo, Yúsef ordenó a sus hombres que se prepararan de la misma manera. La caballería de los árabes omeyas, compuesta por esclavos y bereberes, atacó el centro y la derecha de la formación de Yúsef. En la batalla se produjo un combate singular entre Jálid Sudi, criado de Yúsef y jefe de su caballería, y Habid ibn Adb al-Málik, jefe de la caballería omeya. Durante la batalla, los yemeníes temían la huida de Abd al-Rahman en caso de un revés en el combate, porque él iba montado a caballo. Abd al-Rahman, al haber escuchado los rumores, llamó a Abu Sabbah Yahya al-Yahsubi y le pidió su mula, gesto que tranquilizó los ánimos de los yemeníes. Finalmente los jinetes omeyas y los sirios lanzaron un ataque al centro de la hueste enemiga, matando a tres comandantes de infantería; dos de ellos eran hijos de Yúsef y el otro de al-Sumayl ibn Hatim. Ambos escaparon dando por perdida la batalla y dejaron sola el ala izquierda, que resistió hasta bien entrado el día; sin embargo sus jefes perecieron.

Tras el  combate en Alameda, a las puertas de la capital, el 14 y 15 de mayo de 756, el omeya obtuvo una victoria completa y algunos jeques que apoyaban a Yúsuf murieron.

## Consecuencias
Yúsuf ibn Abd ar-Rahmán al-Fihri y As-Sumayl ibn Hátim al-Kilabi se retiraron a Granada hasta que Yúsuf, por consejo de Samayl, abdicó del título de valí y reconoció al príncipe omeya Abd al-Rahman I al-Dājil como emir; los jeques lo reconocieron igualmente, y el país quedó pacificado. El nuevo emir hizo suprimir la jutba (oración) en nombre del califa, dejando entender que ahora su emirato era independiente del Califato abasí. Yúsuf ibn Abd ar-Rahmán al-Fihri y As-Sumayl ibn Hátim al-Kilabi volvieron a intentar recuperar el poder en 759.

### Citas
1. 1 2  Suárez Fernández, Luis (1976). Historia de España Antigua y media. Ediciones Rialp. ISBN 978-84-321-1882-1. Archivado desde el original el 22 de febrero de 2014. Consultado el 6 de febrero de 2014.
2. ↑  Martín Escudero, Fátima (2005). El Tesoro de Baena. Real Academia de la Historia. ISBN 8495983559. Consultado el 6 de febrero de 2014.
3. 1 2 3 4 5 6 7 8 9  «Batalla de Al-Mussara (14 de mayo de 756)». Historia Militar de España. Batallas y combates. Archivado desde el original el 31 de enero de 2012. Consultado el 29 de marzo de 2016.
4. ↑  VV.AA., 1984, p. 43.
5. ↑  VV.AA., 1992, p. 290.